# Xã Upper Saucon, Quận Lehigh, Pennsylvania
Xã Upper Saucon (tiếng Anh: Upper Saucon Township) là một xã thuộc quận Lehigh, tiểu bang Pennsylvania, Hoa Kỳ. Năm 2010, dân số của xã này là 14.808 người.